# Зёбер, Яцек
Яцек Зёбер (Лодзь, 18 ноября 1965 года) — польский футболист, завершивший карьеру в 1998 году с «Тампа-Бэй Мьютини» из США. Затем он получил лицензию тренера. Зёбер является первым тренером сборной Польши по пляжному футболу.

## Клубная карьера
Зёбер играл на позиции нападающего в течение восьми сезонов за «Лодзь», прежде чем уехал за границу в 1990 году. Он играл во Франции, Испании и Соединённых Штатах, где и закончил свою карьеру в 1998 году.

## Карьера в сборной
Зёбер сыграл в общей сложности 46 матчей (забил восемь голов) за сборную Польши в период с 1988 по 1993 год. Он дебютировал 23 марта 1988 года в дружеском выездном матче против Северной Ирландии (1:1). Он был заменён в той игре 69-й минуте, вместо него вышел Ярослав Аражкевич. Зёбер сыграл свой 46-й и последний международный матч 27 октября 1993 года, когда он был заменён на Войцеха Ковальчика в матче отбора на чемпионат мира против сборной Турции (2:1). Замена состоялась на 55-й минуте.